# Mezítlábas lakótárs
A Mezítlábas lakótárs (eredeti cím: The Barefoot Executive) 1971-ben bemutatott amerikai filmvígjáték, melyet Robert Butler rendezett. A főbb szerepekben Kurt Russell, Joe Flynn, Wally Cox, Heather North, Harry Morgan és John Ritter látható.
Az Amerikai Egyesült Államokban 1971. március 17-én került a mozikba.

## Cselekmény
Steven Post a fiktív UBC (United Broadcasting Corporation) Network tévécsatorna postázójában dolgozó, ambiciózus fiatal férfi. Barátnője, Jennifer Scott befogadja San Franciscóba költöző házi kedvenc csimpánzát, Kópét. Steven felfedezi, hogy Kópé ösztönösen megérzi, melyik tévéműsor lesz majd sikeres a nézők körében – a neki tetsző programokat tapssal fogadja, míg a számára ellenszenves műsoroknál pedig látványosan kifejezi ellenérzéseit.
Post a majom segítségével akarja sikerre vinni az UBC műsorait. Terve sikerrel jár és előléptetik, de nem várt bonyodalmakkal kell szembenéznie.

## Szereplők
| Szerep                  | Színész         | Magyar hang       |
| ----------------------- | --------------- | ----------------- |
| Steven Post             | Kurt Russell    | Bolba Tamás       |
| Francis X. Wilbanks     | Joe Flynn       | Szersén Gyula     |
| E.J. Crampton           | Harry Morgan    | Horváth Sándor    |
| Mertons                 | Wally Cox       | Dobránszky Zoltán |
| Jennifer Scott          | Heather North   | Nyírő Bea         |
| Farnsworth              | Alan Hewitt     | Izsóf Vilmos      |
| Clifford                | Hayden Rorke    |                   |
| Roger                   | John Ritter     |                   |
| Tom                     | Jack Bender     |                   |
| Dr. Schmidt             | Tom Anfinsen    |                   |
| csatorna vezetőségi tag | George N. Neise |                   |
| bemondó                 | Ed Reimers      |                   |
| reklámigazgató          | Morgan Farley   |                   |
| szponzor                | Glenn Dixon     |                   |
| szponzor                | Robert Shayne   |                   |
| szponzor                | Tris Coffin     |                   |

## Kapcsolódó film
1995-ben mutatták be tévéfilmes remake-jét, The Barefoot Executive címmel. A filmet Susan Seidelman rendezte, Jason London, Eddie Albert, Michael Marich, Jay Mohr, Yvonne De Carlo, Ann Magnuson, Nathan Anderson, Terri Ivens és Chris Elliott főszereplésével.

## Fordítás
- Ez a szócikk részben vagy egészben  a   The Barefoot Executive című angol Wikipédia-szócikk ezen változatának fordításán alapul.  Az eredeti cikk szerkesztőit annak laptörténete sorolja fel. Ez a jelzés csupán a megfogalmazás eredetét és a szerzői jogokat jelzi, nem szolgál a cikkben szereplő információk forrásmegjelöléseként.